# Earias biplaga
Earias biplaga är en fjärilsart som beskrevs av Walker 1866. Earias biplaga ingår i släktet Earias och familjen trågspinnare. Inga underarter finns listade i Catalogue of Life.

## Bildgalleri

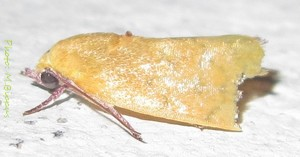
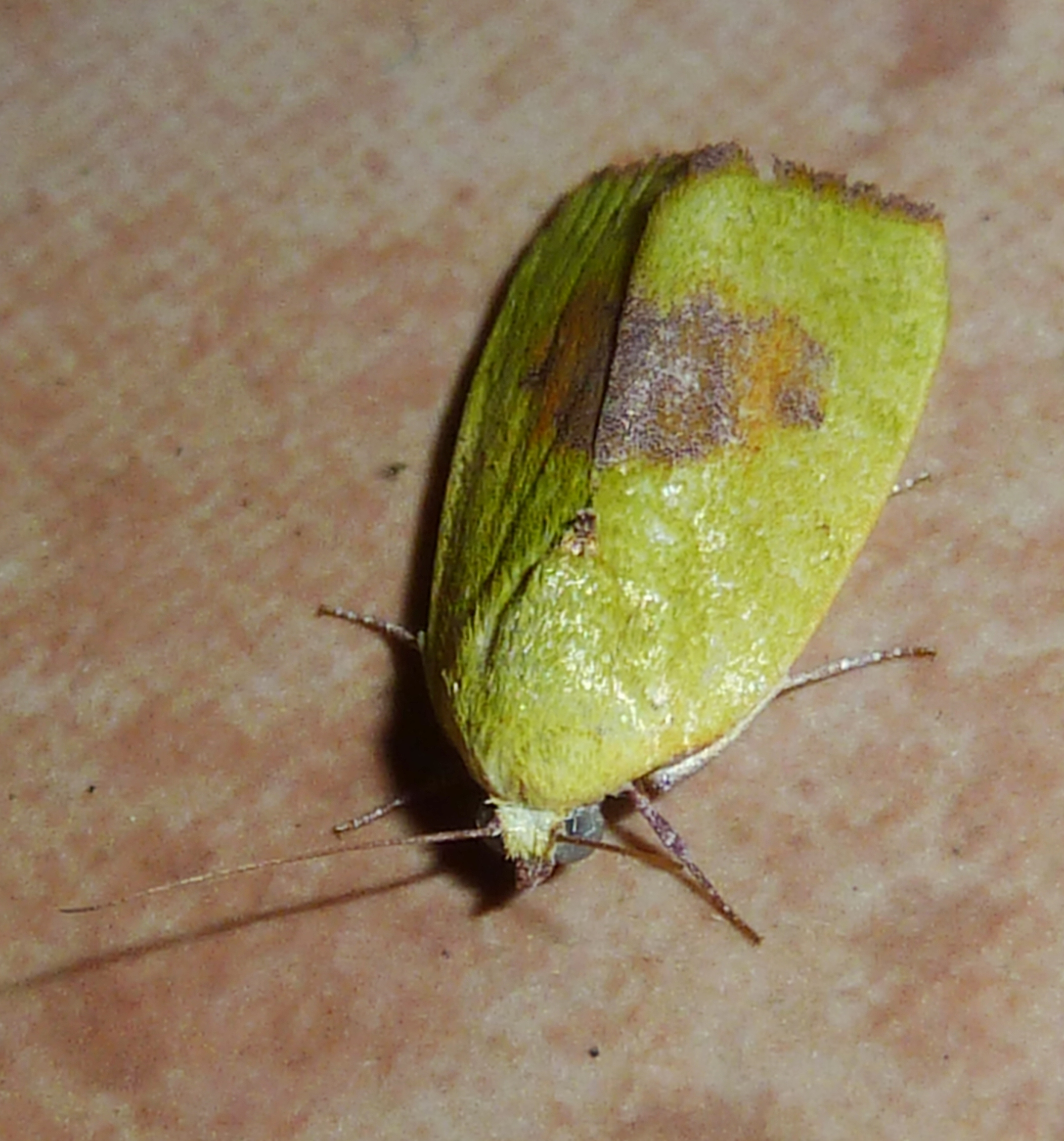
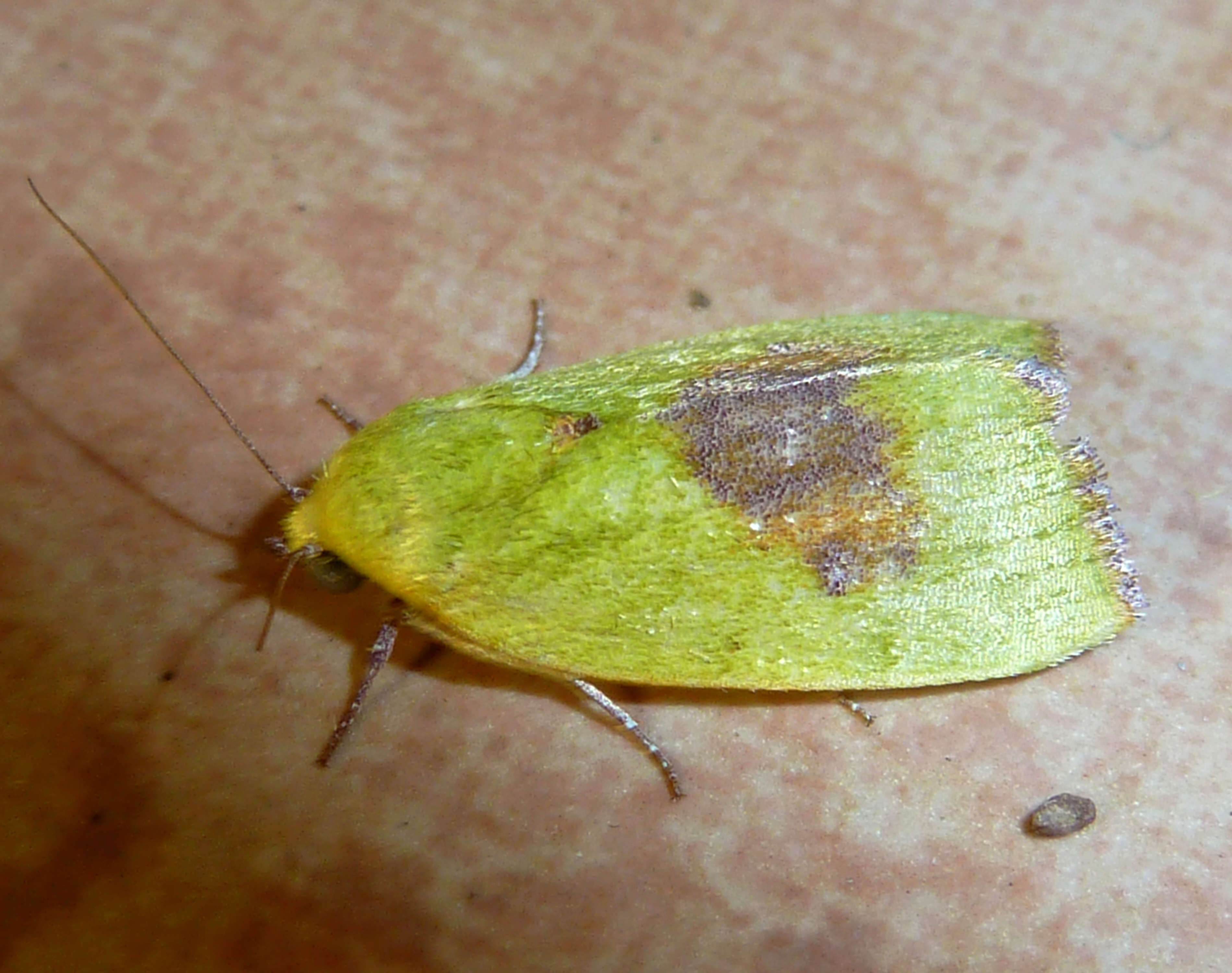